# Артуро Рипстейн
Артуро Рипстейн и Росен (на испански: Arturo Ripstein y Rosen) е мексикански режисьор.
Роден е на 13 декември 1943 г. в град Мексико в семейство на евреи, бежанци от Полша. Започва кариерата си в киното като асистент на Луис Бунюел, а през 1966 г. режисира дебютния си филм „Tiempo de morir“ („Време за умиране“) по сценарий на известните писатели Карлос Фуентес и Габриел Гарсия Маркес. През следващите години става известен с филми като „Място без граници“ („El lugar sin límites“, 1978), „Cadena perpetua“ (1979), „Principio y fin“ („Начало и край“) (1993), „Profundo carmesí“ (1996).

## Избрана филмография
- „Tiempo de morir“ (1966)
- „Фокстрот“ (1976)
- „Място без граници“ (1978)
- „Cadena perpetua“ (1979)
- „Сладко предизвикателство“ (1988)
- Втора част на „Просто Мария“ (1989-1990)
- „Усмивката на дявола“ (1992)
- „Триъгълник“ (1992)
- „Principio y fin“ (1993)
- „Profundo carmesí“ (1996)
- „Дестилирана любов“ (2007) гост-режисьор